# Herbert Schoen
Herbert Schoen (Luckenwalde, 18 mei 1929 - Berlijn, 8 april 2014) was een Duitse voetballer.

## Biografie
Schoen begon zijn carrière in zijn thuisstad Luckenwalde. In 1949 maakte hij de overstap naar SG Volkspolizei Potsdam. In de zomer van 1950 werd door de overheid beslist om het team te verhuizen naar Dresden om daar een nieuwe grote club te krijgen. De populaire opvolger van traditieclub Dresdner SC was immers een doorn in het oog van de overheid omdat een aantal spelers naar West-Duitsland gevlucht waren. De SG Volkspolizei Dresden nam een jaar later de naam SG Dynamo Dresden aan. In september 1952 won het de Oost-Duitse beker tegen Einheit Pankow en een week later mocht hij zijn eerste interland spelen. Tegen Polen werd met 3-0 verloren. Een jaar later won hij met zijn club de landstitel. In 1954 besliste de overheid om de club te verhuizen naar Oost-Berlijn om daar een nieuwe topclub te hebben. Onder de naam SC Dynamo Berlin kon de club aanvankelijk niet aan de Dresdense successen aanknopen. In 1956 volgde zelfs een degradatie. In 1957 speelde hij dus in de DDR-Liga, maar speelde dat jaar wel zeven interlands. De club kon meteen terug promotie afdwingen. In 1959 nam hij afscheid van de Oberliga en ging nog drie seizoenen voor Dynamo Hohenschönhausen spelen.
Na zijn carrière werd hij nog jeugdtrainer bij Dynamo Berlin en diens opvolger BFC Dynamo.